# Taishan (forskningsstation)
Taishanstationen' (Kinesiska: 泰山站; Pinyin: Tàishān Zhàn, Engelska: Taishan Station) är den fjärde och nyaste av Kinas fyra forskningsstationer i Antarktis. Den ligger på 2621 meters höjd över havet i Princess Elizabeth Land, 52 mil från Zhongshanstationen och 60 mil från Kunlunstationen. En av stationens uppgifter är att fungera som depåstopp för färder mellan dessa forskningsstationer. Taishanstationen öppnade 8 februari 2014. Huvudbyggnaden är 410 m² stor, och med kringbyggnaderna inräknade är den totala arean 590 m². Under sommaren kan tjugo personer bo på stationen.